# 田永秱
田永秱，又名田永桐，山西省太原府陽曲縣（今山西省太原市）人，清朝政治人物、武進士出身。
乾隆二十八年，登武進士，授三等侍衛。乾隆三十四年，任廣東潮州鎮標右營遊擊。乾隆四十六年，升任廣西全州營參將。乾隆五十年，升廣西平樂協副將。乾隆五十四年，改河東河標中營副將。乾隆五十九年，任雲南臨元鎮總兵。嘉慶二年，任江南蘇松鎮總兵。嘉慶三年，改河南南陽鎮總兵。嘉慶十三年，任江南提督。